# 陈立 (1958年)
陈立（1958年11月—），汉族，陕西宜川人，中国共产党党员。中华人民共和国政治人物、第十三届全国人民代表大会江苏省代表。

## 生平
2018年，陈立被选为江苏省出席第十三届全国人民代表大会代表。